# Springfield Township (comté de Burlington, New Jersey)
Pour les articles homonymes, voir Springfield Township.
Springfield Township est un township du comté de Burlington, dans le New Jersey, aux États-Unis.